# Torneo de Núremberg 2018
El Nürnberger Versicherungscup 2018 fue un torneo profesional de tenis que se jugó en canchas de arcilla. Se trató de la sexta edición del torneo que formó parte de los torneos WTA 2018. Se llevó a cabo en Núremberg, Alemania entre el 20 y el 27 de mayo de 2018.

## Distribución de puntos
| Modalidad           | Campeona | Finalista | Semifinales | Cuartos de final | 2ª ronda | 1ª ronda | Clasificadas | 2ª ronda de clasificación | 1ª ronda de clasificación |
| Individual femenino | 280      | 180       | 110         | 60               | 30       | 1        | 18           | 12                        | 1                         |
| Dobles femenino     | 280      | 180       | 110         | 60               | 1        | -        | -            | -                         | -                         |

## Cabezas de serie

### Individuales femenino
| Tenista             | Ranking | Preclasificada |
| Sloane Stephens     | 10      | 1              |
| Julia Görges        | 11      | 2              |
| Kiki Bertens        | 15      | 3              |
| Shuai Zhang         | 27      | 4              |
| Irina-Camelia Begu  | 41      | 5              |
| Sorana Cîrstea      | 43      | 6              |
| Alison Van Uytvanck | 49      | 7              |
| Kateřina Siniaková  | 57      | 8              |

- Ranking del 14 de mayo de 2018.[2]

### Dobles femenino
| Tenista                          | Ranking | Preclasificada |
| Nicole Melichar Květa Peschke    | 54      | 1              |
| Kirsten Flipkens Johanna Larsson | 58      | 2              |
| Demi Schuurs Katarina Srebotnik  | 70      | 3              |
| Lesley Kerkhove Lidziya Marozava | 118     | 4              |

## Campeonas

### Individual femenino
Johanna Larsson venció a  Alison Riske por 7-6(7-4), 6-4

### Dobles femenino
Demi Schuurs /  Katarina Srebotnik vencieron a  Kirsten Flipkens /  Johanna Larsson por 3-6, 6-3, [10-7]